# Убийство российских журналистов в ЦАР
Убийство российских журналистов в ЦАР — произошедшее 30 июля 2018 года вблизи города Сибю в Центральноафриканской Республике убийство российских граждан — журналистов Орхана Джемаля, Александра Расторгуева и Кирилла Радченко.

## Убийство
Военный журналист Орхан Джемаль, режиссёр Александр Расторгуев и оператор Кирилл Радченко собирались снимать фильм о деятельности в ЦАР «Группы Вагнера» и о золотых приисках, которые может начать разрабатывать компания, связанная с Евгением Пригожиным.
28 июля 2018 года они прибыли в столицу ЦАР Банги. 29 июля съёмочная группа направилась в поместье Беренго в 60 км к западу от столицы, где расположен военно-учебный центр, в котором специалисты из России обучают военнослужащих правительственной армии ЦАР. В этот центр журналистов не пустили, потребовав аккредитацию местного министерства обороны.
Затем журналисты связались с неким «фиксером» (консультантом) по имени «Мартин» (якобы сотрудником ООН, его контакты предоставил военный корреспондент ФАН Кирилл Романовский, связанный с Евгением Пригожиным). 
Далее «Мартин» предложил им поехать в город Бамбари, пообещав помочь организовать съёмку в районе золотых приисков Ндассима, и порекомендовал россиянам водителя.
Около полудня 30 июля журналисты выехали на автомобиле с этим водителем из Банги в Бамбари. Около шести часов вечера они добрались до городка Сибю, где автомобиль со съёмочной группой остановили на блокпосту. На следующий день россияне были обнаружены убитыми в 23 километрах от Сибю. Водитель остался жив.
Позже из расследования центра «Досье» следует, что «Мартина» не существовало вовсе, он был выдуман координаторами, а в Бамбари, где по заверению Романовского находился «Мартин», его никогда не было. Журналисты ни разу не разговаривали с Мартином по телефону, так как Романовский просил журналистов общаться посредством текстовых сообщений, утверждая, что в месте, где находится «Мартин», плохая связь, однако данные мобильного оператора свидетельствуют о том, что телефон «Мартина» не покидал пределов Банги, а там нет ощутимых проблем со связью.

## Следствие
МИД спустя дни после убийства принял версию вооруженного ограбления, а правительства как России, так и ЦАР не заинтересованы в установлении настоящих личностей тех, кто убил журналистов. Расследованием убийства занялись правоохранительные органы как ЦАР, так и России. 11 января 2019 года официальный представитель Следственного комитета (СКР) РФ выступил с заявлением, в котором говорится, что гибель Александра Расторгуева и его коллег-журналистов случилась по причине неправильной организации командировки «Центром управления расследованиями» (ЦУР). Кроме того, СКР заявил, что публикации интернет-проекта ЦУР по теме гибели российских журналистов «преследуют цель оправдать собственные просчеты при подготовке опасной поездки».
Газета «Московский комсомолец» опубликовала сообщение российского посольства в ЦАР, в котором утверждается, что водитель Бьенвеню Дувокама отвечал на вопросы российского дипломата спутанно и невнятно. Тем не менее, показания водителя без каких-либо оговорок цитировались в официальном сообщении Следственного комитета России о расследовании убийства.
Близкие убитых журналистов просили допросить советника по безопасности президента ЦАР Валерия Захарова и гражданского инструктора в ЦАР Александра Сотова, потому что они могут быть причастны к преступлению. В этом им отказали.
В октябре 2019 года расследование убийства обсуждалось президентом РФ Владимиром Путиным и президентом ЦАР Фостен-Арканжем Туадерой на саммите «Россия — Африка».
В январе 2020 года мотивом убийства российских журналистов в ЦАР Следственный комитет РФ назвал ограбление.
В феврале 2021 года близкие убитых журналистов обратились к председателю Следственного комитета РФ Александру Бастрыкину, президенту РФ Владимиру Путину и президенту ЦАР Фостен-Арканжу Туадере с заявлением, в котором писали о возможной причастности «бывших и действующих силовиков, имеющих гражданство России и Центральноафриканской Республики» и лиц из окружения Евгения Пригожина к убийству и просили ускорить расследование.
В апреле 2022 года МИД России заявил о сложности расследования, прокомментировав: «они не вставали на консульский учёт, никто не знал, зачем они там находятся».

## Журналистские расследования и версии
По данным телеканала «Дождь», к гибели журналистов может быть причастна частная военная компания «Патриот».
В «Новой газете» в январе 2019 года были опубликованы материалы расследования, проведенного Центром «Досье» Михаила Ходорковского, согласно которым местный водитель российских журналистов Бьенвеню Дувокама был связан с бывшим сотрудником жандармерии ЦАР Эммануэлем Котофио, который, в свою очередь, был связан с находившимся в это время в ЦАР гражданином России Александром Сотовым, имевшим отношение к «группе Вагнера»; 30 июля 2019 года Центр «Досье» опубликовал итоговый доклад о результатах собственного расследования.
В 2019 году контролируемым Евгением Пригожиным Федеральным агентством новостей был опубликован документальный фильм «Кто стоит за убийством российских журналистов в ЦАР», в котором авторы расследования высказали предположение, что к убийству могла быть причастна французская разведка, а также Михаил Ходорковский.
Романовский умер от онкологического заболевания в январе 2023 года, убийство журналистов остаётся нераскрытым.